# طارق عز الدين
طارق عز الدين هو أحد قيادات حركة الجهاد الإسلامي. تولى إدارة إذاعة صوت الأسرى وبتوجيه منه تمت عملية الخضيرة أثناء انتفاضة الأقصى عام 2000. اغتاله الاحتلال الصهيوني في 9 مايو 2023.

## النشأة
ولد ببلدة عرابة في محافظة جنين في 14 سبتمبر 1978، وانضم لحركة الجهاد الإسلامي في سن مبكرة وشارك في انتفاضة الحجارة عام 1987 وتعرض للاعتقال عدة مرات.

## عمله العسكري
هو من أوائل المجاهدين الذين شاركوا في انتفاضة الأقصى وكان له دور بارز في الاشتباكات مع قوات الاحتلال وتأسيس الخلايا العسكرية. شارك في إدارة مخيم جنين عام 2002، وحكم عليه بالسجن المؤبد في السنة ذاتها لدوره في توجيه عملية الخضيرة الاستشهادية سنة 2001، فظل مسجونًا حتى أفرج عنه في صفقة وفاء الأحرار عام 2011 ثم نُفي إلى غزة.
أكمل دراسته الجامعية داخل السجون فحصل على شهادة البكالوريوس في العلوم السياسية ولاحقا شهادة الماجستير. كانت سنوات سجنه وما قاساه في سجون الاحتلال سببًا في إصابته بسرطان الدم عام 2018. وبعد مناشدات ووقفات سمحت له مصر بالعلاج فيها حتى هزم المرض وعاد ناطقا باسم حركة الجهاد الإسلامي.
كان له دور في إدارة ملف المقاومة بالضفة وكان دوره يتكشف مع كل جولة مقاومة تخوضها غزة إسنادًا للمقاومة في الضفة وكان آخرها رد غرفة العمليات المشتركة على مقتل الشيخ خضر عدنان بإطلاق 100 صاروخ نحو الأراضي المحتلة. وكان قد خرج ينعي الشيخ المذكور قائلًا: «بكل الفخر والاعتزاز ننعي في حركة الجهاد الإسلامي القامة الوطنية الكبيرة الشهيد القائد المجاهد خضر عدنان»، كما أضاف: «كلما ارتقى قائد سيخرج بدلًا منه 10 قادة وكلما ارتقى شهيد سيخرج بدلا منه 100 شهيد المسيرة مستمرة ولن تتوقف».

## عمله الإعلامي
بعد تحريره، ظل يعمل على خدمة الأسرى والدفاع عنهم عبر المنابر الإعلامية، فتولى إدارة إذاعة صوت الأسرى التي تبث من غزة. كما عمل مسؤولًا عن مكتب إعلام الضفة في حركة الجهاد الإسلامي وكان الناطق باسمها في الضفة ومن أبرز الوجوه الإعلامية للمقاومة الفلسطينية.

## استشهاده
قامت القوات الجوية الإسرائيلية في ساعات مبكرة من يوم 9 مايو 2023 بشن هجوم مباغت على منزله أدى لمقتله برفقة زوجته وابنه علي وابنته ميار وكان ذلك بالتزامن مع عدة غارات على قطاع غزة أدت لمقتل قائدين آخرين بحركة الجهاد الإسلامي، هما خليل البهتيني وجهاد الغنام، إضافةً إلى ثلاثة عشر فلسطينيًا آخرًا.

### تصريحات بعد العملية
قال أخوه الأكبر محمد: «حرمنا الاحتلال من رؤيته لأكثر من عشرين عامًا منذ اعتقاله، وبعد تحرره زارته والدتي مرة واحدة وبعدها منعت من السفر وتوفيت قبل عام ولم يستطع وداعها، ونحن اليوم نحرم من المشاركة في جنازته وإلقاء نظرة الوداع عليه حيث كانت على شاشة الهاتف والتلفاز».
وقال أخوه القيادي بحركة الجهاد الإسلامي جعفر عز الدين: «إن ظن العدو أنه باغتيال شقيقي واستهداف الأطفال والآمنين سوف يوقف مسيرة الجهاد، سوف تبقى حركة الجهاد الإسلامي وتبقى المقاومة قائمة وستواصل سرايا القدس عملها وبعد اغتيال الاحتلال للأطفال والنساء والقادة سيكون الرد على حجم الجريمة». وقالت سرايا القدس في بيان: «ننعى شهداءنا القادة جهاد شاكر الغنام أمين سر سرايا القدس، وخليل صلاح البهتيني عضو المجلس العسكري وقائد المنطقة الشمالية في سرايا القدس، وطارق محمد عز الدين أحد قادة العمل العسكري بالضفة الغربية». كما نعت زوجاتهم وعددًا من أبنائهم الذين قضوا أثناء العملية.
رحب وزير الأمن القومي الإسرائيلي إيتمار بن غفير بالعملية وأعلن استئناف حضوره للجلسات الحكومية بعد أن قرر مقاطعتها في وقت سابق قائلًا: «العملية التي شنتها القوات الإسرائيلية في قطاع غزة بداية جيدة». كما أصدرت قيادة الجبهة الداخلية للجيش الإسرائيلي تعليمات لسكان جنوب إسرائيل الذين يعيشون بالقرب من غزة بالبقاء بالقرب من المناطق المحمية استعدادًا لرد المقاومة بالصواريخ.

## عملية ثأر الأحرار
أعلنت الغرفة المشتركة لفصائل المقاومة الفلسطينية عن إطلاق مجموعة من الرشقات الصاروخيّة أسفرت عن إصابة 5 إسرائيليين على الأقل في ما أسمته عملية ثأر الأحرار ردًا على اغتيال قادة حركة الجهاد الإسلامي المذكورين، وقالت: «إذا استمر الاحتلال في عدوانه فإن أيامًا سوداء في انتظاره».